# Əhməd Cavad

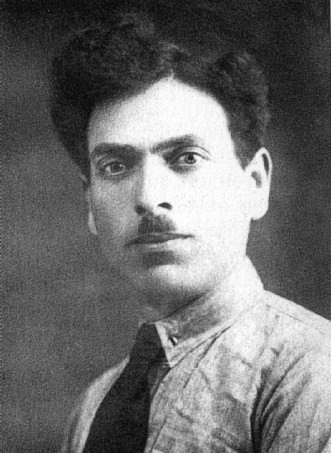
Ahmad Javad

Əhməd Məhəmmədəli oğlu Cavad (* 5. Mai 1892; † 13. Oktober 1937 in Baku) war ein aserbaidschanischer Dichter, der den Text der aserbaidschanischen Nationalhymne Azərbaycan Marşı schrieb.

## Leben
1916 erschien eine Sammlung von Cavads Gedichten. 1919 wurde ein weiteres Gedicht von ihm veröffentlicht. Cavad gehörte der Partei Müsavat Partiyası an. Er nahm auch an der Gründung der staatlichen Universität Baku teil. Von 1924 bis 1926 war er leitender Sekretär der Union der sowjetischen Schreiber Aserbaidschans. 1925 wurde er aufgrund des Gedichtes „Goygol“ verhaftet.
1937 wurde Cavad aufgrund seines angeblichen Versuches, die Ideen des Nationalismus und der Unabhängigkeit der Partei Müsavat Patiyası, der er angehörte, jungen aserbaidschanischen Dichtern zu vermitteln, verhaftet und am 13. Oktober desselben Jahres hingerichtet.

## Publikationen
- Goshma, Baku, Ächig Söz, 1919. OCLC 22226319
- Sınıfı̂ mübareze, Moskova: Şark Darülfünundaki takrirlerden (deutsch Klassenkampf, Moskau: Aus Rezensionen im Osten von Darulfun), 1924. OCLC 80180354

| Personendaten    | Personendaten                 |
| ---------------- | ----------------------------- |
| NAME             | Cavad, Əhməd                  |
| ALTERNATIVNAMEN  | Cavad, Əhməd Məhəmmədəli oğlu |
| KURZBESCHREIBUNG | aserbaidschanischer Dichter   |
| GEBURTSDATUM     | 5. Mai 1892                   |
| STERBEDATUM      | 13. Oktober 1937              |
| STERBEORT        | Baku                          |